# Wolf River (Mississippi River)
Der Wolf River ist ein Fluss im westlichen Tennessee und nördlichen Mississippi. Der Fluss fließt in den Mississippi River, am Zusammenfluss der beiden Gewässer entstand die Stadt Memphis.
Der Fluss entspringt im Holly Springs National Forest im Benton County (Mississippi) und fließt über 145 Kilometer in nordwestlicher Richtung, bis er bei Mud Island in Memphis in den Mississippi strömt.
Wichtige Städte am Fluss neben Memphis sind Collierville und Germantown in Tennessee.
Im mittleren Strom zeigt der Wolf keine Zeichen menschlicher Eingriffe, seine Zuflüsse jedoch sind fast alle kanalartig umgestaltet. Der Wolf selbst hat aber noch zahlreiche Mäander. An den meisten Uferstellen finden sich auch Bäume und Auwälder. Auf Teilen der Strecke ist er als Ghost River bekannt. Dort staut eine Sedimentschicht das Wasser mehrere Kilometer lang, ein Zypressenwald steht unter Wasser und trifft auf großen Zuspruch durch Naturschützer. Teile dieses Bereichs – von der Staatsgrenze Mississippi/Tennessee bis hin zur Bateman Bridge – sind als geschützte Wildlife Management Area ausgewiesen. Das Gebiet umfasst 4.236 acres, von denen 2.400 acres im Überflutungsgebiet des Wolf liegen.
Da auch Zypressen allerdings nicht dauerhaft im Wasser stehen können, ist absehbar, dass die Bäume absterben werden. Auf den letzten 15 Meilen bis zum Mississippi ist der Wolf River konsequent kanalisiert.
Der Fluss entstand vor etwa 12.000 Jahren, als eiszeitliche Gletscher Richtung Westen in den Mississippi flossen. Vor dem Einzug der Europäer in den Südosten der USA breitete sich die Mississippi-Kultur in der Gegend aus.
Der Musiker Jeff Buckley ertrank 1997 beim Schwimmen im Wolf River.